# Emmette S. Redford
Emmette Shelburn Redford (* 23. September 1905 in San Antonio; † 30. Januar 1998 in Austin, Texas) war ein US-amerikanischer Rechts- und Politikwissenschaftler, der 1960/61 als Präsident der American Political Science Association (APSA) amtierte. Zu diesem Zeitpunkt war er Professor an der University of Texas at Austin.
Emmette S. Redford, ein Schulfreund des späteren US-Präsidenten Lyndon B. Johnson, begann sein Studium an der University of Texas at Austin, wechselte dann aber zur Harvard University, wo er alle akademischen Abschlüsse machte: Bachelor (1927). Master (1928) und Ph.D. (1933). Dann kehrte er nach Austin zurück, wo er bis 1995 als Professor lehrte.

## Schriften (Auswahl)
- Democracy in the administrative state. Oxford University Press, New York 1966.
- The role of government in the American economy. Macmillan, New York 1966.
- Mit Alan F. Westin und anderen: Politics and government in the United States. Harcourt, Brace & World, New York 1965.
- Ideal and practice in public administration. University of Alabama Press, Tuscaloosa 1958.
- Administration of national economic control. Macmillan, New York 1952.